# Jakub Rebelka
Jakub Rebelka, né le 31 juillet 1981 à Starogard Gdański, est un auteur polonais de bande dessinée.

## Biographie
Jakub Rebelka a fait ses études à l'Académie des beaux-arts de Gdańsk (pl).
Il a obtenu à deux reprises un grand prix au Festival international de la bande dessinée de Łódź dans la catégorie des moins de seize ans.
En 2000, il obtient avec Benedykt Szneider le premier Prix au Festival international de la bande dessinée de Łódź pour la série Oskar
Il a publié ses travaux notamment dans les magazines AQQ (pl), Komiks Forum (pl), Czerwony Karzeł Komiks, Czas komiksu. Antologia Polskiego Komiksu (pl).

## Publications
- Doktor Bryan – Kultura Gniewu (pl)/Zin Zin Press (pl), 2002
- Ballada o Edwardzie – Graficon, 2003
- Doktor Bryan 2 - Archipelag duszy – Kultura Gniewu (pl), 2005
- Ester i Klemens. Trzy glowy profesora Muri – Kultura Gniewu (pl), 2007
- Dick4Dick. Harem Zordaxa – Kultura Gniewu (pl), 2009

Disponible en français
- Yohan Radomski, Jakub Rebelka, La Cité des chiens (Miasto Psów), Akileos (en deux tomes parus en 2015 et 2017 ou en un volume intégral paru en 2018)

## Expositions
- 2010 – "Element Chaosu", exposition individuelle, Jelenia Góra, Wrocław
- 2010, 2011 – "Czas na komiks", Jelenia Góra, Wrocław, Bratislava, Bielsko-Biała, Wałbrzych
- 2011 – exposition de BD polonaise à Tokyo
- 2012, 2013 – "Czas na komiks", Łódź, Leszno, Kalisz
- 2012 – "Apokalipsa: What the Hell?!" inSPIRACJE, Szczecin
- 2016 – "Magma. La Bande dessinée polonaise contemporaine", Lieu d’Europe, Strasbulles – Festival européen de la bande dessinée, Strasbourg[3]
- 2017 – "Komiksowa Polska", Festival international de bande dessinée de Stockholm (sv) (Stockholms internationella seriefestival / Stockholm International Comics Festival)
- 2019 – exposition individuelle, Festival international de la bande dessinée d'Alger[4]